# 羅曼努斯二世
羅曼努斯二世，（希臘語：Ρωμανός Β΄，Rōmanos II；938年—963年3月15日），於959年至963年在位拜占庭帝國皇帝。

## 生平
羅曼努斯二世是君士坦丁七世與羅曼努斯一世之女海倫娜·羅曼努斯的兒子，他沿用了外公的名字。945年4月6日，當外公羅曼努斯一世及舅父們的勢力瓦解後，君士坦丁七世把他立為共治皇帝。羅曼努斯二世本在孩童時代在其外公羅曼努斯·利卡潘努斯的安排下與意大利國王阿爾勒的于格的私生女伯莎訂親。于格與女兒伯莎先後於947年及949年死亡，君士坦丁七世允許羅曼努斯二世選擇自己的新娘，羅曼努斯二世選了一名酒店老闆的女兒安娜斯塔索爲妻，並在婚後爲她改名塞奧法諾。
959年11月，羅曼努斯二世在君士坦丁七世死後繼承皇位。在皇后塞奧法諾的指使下，母親海倫娜被迫隱退，五名姐妹被迫進入修道院。羅曼努斯二世從不為國事操心，他把軍國大政交給宦官約瑟夫·布林加斯，羅曼努斯二世亦因此被拜占庭帝國的英雄尼基弗魯斯·福卡斯的聲望所湮沒。
960年夏季，尼基弗魯斯·福卡斯率領強大的艦隊進攻克里特島。經過9個月的圍困後攻陷了堪達克斯，又於961年從穆斯林手中奪回了整座島嶼。尼基弗魯斯·福卡斯其後戰功彪炳，他在962年-963年的戰役中征服了奇里乞亞，攻入了敘利亞，和他的侄子約翰·吉米斯基合力攻取了阿勒頗，但並未永久征服該地。
963年3月15日，羅曼努斯二世被皇后塞奧法諾毒死，塞奧法諾連續毒死了公公君士坦丁七世和丈夫羅曼努斯二世。羅曼努斯在死前就已加冕其子巴西爾二世和君士坦丁八世為共治皇帝。但當時他們各自只有五歲以及三歲，他們並不能承擔與頭銜所相符的責任。於是由塞奧法諾以母后身份攝政。
但是塞奧法諾並不被允許單獨一人統治，佔據了羅曼努斯二世御前會議中重要位置的宦官約瑟夫·布林加斯保持了他的職位。塞奧法諾不顧約瑟夫·布林加斯的意見，與尼基弗魯斯·福卡斯達成協議，尼基弗魯斯·福卡斯於凱撒利亞被其部下擁立為皇帝，並揮軍君士坦丁堡打敗約瑟夫·布林加斯。同年8月16日，尼基弗魯斯·福卡斯在聖索菲亞教堂加冕為皇帝。年輕的塞奧法諾下嫁年邁的老將，使尼基弗魯斯·福卡斯合法地成為皇帝。